# 森田洋平 (アナウンサー)
森田 洋平（もりた ようへい、1979年10月20日 - ）は、NHKのアナウンサー。

## 人物
東京都中央区出身。攻玉社中学校・高等学校、東京大学教養学部表象文化論分科卒業後、2003年（平成15年）4月に入局。

## 嗜好・挿話
- 趣味は舞台鑑賞、乳酸菌の摂取、ランニング、家庭菜園。得意なことはお茶を濁すことである。
- 猫が好きである[5]。
- 安室奈美恵のファンでもある。
- 大学時代は演劇サークルに所属していた[6]。
- 中学・高校時代は、吹奏楽部に所属していた[7]。

## 現在の担当番組・業務
- ならナビ845（不定期）
- 奈良県のニュース・中継・リポート
- ならナビ（編集責任、キャスター代行）
- ぐるっと関西おひるまえ奈良（編集責任）
- 奈良放送局制作番組の編集責任
- アナウンスグループ統括

## 過去の担当番組
長崎放送局時代（2003年度 - 2007年度）
- 長崎県のニュース・中継・リポート
- ながさき跳町発市（2004年度 - 2005年度）
- もってこい長崎6（キャスター：2006年度）
- ニュース長崎EYE610（キャスター：2007年度）

長野放送局時代（2008年度 - 2012年7月）
- イブニング信州 （18時台キャスター：2009年3月30日 - 2012年7月27日）
- 信州845（不定期）
- 長野県のニュース・気象情報

大阪放送局時代（2012年8月 - 2015年度）
- 上方演芸会（2013年度）
- ニューステラス関西（メインキャスター：2014年3月31日 - 2015年3月27日、代理キャスター:2013年8月）
- 情報まるごと（メインキャスター：2014年度（月1回の大阪放送局からの放送時））
- ニュースほっと関西（メインキャスター：2015年3月30日 - 2016年4月1日）
- 関西845（2013年度 - 2015年度）
- NEWS WEB（ニュースリーダー：2015年度（月1回の大阪放送局からの放送時））
- 関西のニュース

東京アナウンス室時代（2016年度 - 2020年度）
- ニュースチェック11（ニュースリーダー：2016年4月4日 - 2017年3月31日）
- ニュースウオッチ9（ニュースリーダー：2016年4月4日 - 2017年3月31日）
- ニュース845（2016年度：祝日キャスター）
- NHKニュース（午後11時50分：祝日）（2016年度）
- ニュース・気象情報（不定期）
- Nスペ 5min. ナレーション
  - シリーズ マネー・ワールド 資本主義の未来（2016年10月15日）
  - 古代遺跡透視 大ピラミッド 発見！謎の巨大空間（2017年11月25日）
- オイコノミア 進行
  - オイコノミア流  2016年のニュースはこう読め!「上半期 東京弾丸バスツアー編」「下半期 そう来るか編」（2016年12月21日・30日）
  - 「もしもマタヨシ国が生まれたら "教育"を考える編」（2017年4月26日）
  - オイコノミア流 2017年のニュースはこう読め!「国内編・国際関係編」（2017年12月20日・27日）
- NHKニュースおはよう日本（キャスター：4:30 - 6:00）（2017年4月10日 - 2018年3月14日）　　
  - 田所拓也、佐藤誠太との1週間ごとのローテーション
  - 2016年10月22日 - 23日は近田雄一の代理キャスターを担当した。
- 食卓へのおくりもの～第47回日本農業賞～（ナレーション：2018年3月25日（Eテレ））
- サイエンスZERO（司会）（2018年4月8日 - 2021年3月28日）
- あさイチ（リポーター）（2018年4月19日 -  2021年3月17日）
  - 近江友里恵の代理司会（2019年8月19日、2020年2月10日、3月23日、2021年3月8日、3月17日）
- アイデア対決・全国高等専門学校ロボットコンテスト2018全国大会（司会：2018年11月25日（BS1）・2018年12月24日（総合テレビ））
- ウィーンフィル・ニューイヤーコンサート2019（司会：2019年1月1日 （Eテレ））
- ゆく時代くる時代〜平成最後の日スペシャル〜「大年表＆平成ガジェット鑑定ショー」（リポーター：2019年4月30日（総合テレビ））
- NHK学生ロボコン2019（司会：2019年7月15日（総合テレビ））
- どすこい!夢の大相撲～令和元年　AI場所～（サブ司会：2019年8月9日（総合テレビ）・2019年12月15日（BS1））
- アイデア対決・全国高等専門学校ロボットコンテスト2019全国大会（司会：2019年11月24日（BS4K）・2019年12月29日（総合テレビ））
- ウィーンフィル・ニューイヤーコンサート2020（司会：2020年1月1日 （Eテレ））
- 第64回NHKニューイヤーオペラコンサート（司会：2021年1月3日）[8]

大阪放送局時代（2度目）（2021年度 - 2023年度）
- 京コトはじめ （キャスター：2021年4月2日 - 2024年3月29日）
- 歴史探偵（探偵（リポーター）：2021年6月9日 - 2024年3月13日）
- 関西のニュース
- インタビューここから「料理研究家　大原千鶴」（ナレーション：2021年7月22日）[9]
- 関西発ラジオ深夜便 かんさいストーリー（朗読：2021年12月18日）[10]
- 生中継！春らんまん京都二条城の桜（司会：2022年4月2日）[11]
- ニュース きん5時（ナレーション：2022年5月27日）
- ロボット新世紀　大阪・関西万博まであと2年（司会：2023年3月19日）[12]
- 超貴重映像で迫る！イリオモテヤマネコ進化のミステリー（司会：2023年8月17日）[13]
- あさイチ（リポーター：2024年2月1日）[14]
- 趣味どきっ! 茶の湯 藪内家 薄茶の味わい（司会：2024年3月5日 - 2024年3月26日）[15]

奈良放送局時代（2024年度 - ）
- 関西発ラジオ深夜便（アンカー：2024年11月15日 - 16日、2025年8月15日 - 16日）